# Wave of Heat
Wave of Heat – jedenasty solowy album Izzy’ego Stradlina, byłego gitarzysty rytmicznego Guns N’ Roses.
Album został wydany w 2010 roku i udostępniony w internecie za pośrednictwem iTunes.

## Lista utworów
1. Beat Up
2. Old Tune
3. Rollin Rollin
4. Gone
5. Difference
6. Waiting For My Ride
7. Job
8. Raven
9. Way It Goes
10. Texas

Muzyka i słowa zostały napisane przez Izziego Stradlina.

## Pozostali muzycy biorący udział w nagrywaniu płyty
- Rick Richards – gitara prowadząca
- JT Langoria – gitara basowa (3 utwory)
- Duff McKagan – gitara basowa (7 utworów)
- Taz Bentley – perkusja, bębny